# Håkon den unge
Håkon den unge, Håkon Håkonsson den yngre, född i Bergen 10 november 1232, död i Tønsberg 30 april eller 5 maj 1257, begravd i Sankt Hallvards kyrka i Oslo, norsk medkung 1240-1257. Son till kung Håkon Håkonsson (1204-1263) och Margareta Skulesdotter (död 1270).
Norske tronarvingen Håkon "den unge" fick kungatitel 1240 vid hertig Skules uppror. Håkon gifte sig i Oslo 1251 med Birger jarls dotter Rikissa. Deras ende son Sverre (1252-1261) blev efter Håkons tidiga död 1257 norsk tronarvinge, men Sverre dog redan som barn, före farfadern.